# Бара (Словаччина)
Ба́ра (словац. Bara, угор. Bári) — село, громада в окрузі Требішов, Кошицький край, Словаччина. Кадастрова площа громади — 6,252 км².

## Історія
Вперше згадується 1296 року як «Бари». До 1918 року та з 1939 по 1944 роки належало до Угорщини.

## Герб села
У зеленому щиті зображено дволиста виноградна гілка із золотою ґроною винограду, праворуч срібний ніж із золотою ручкою.

## Географія
Село розташоване на висоті 181 м над рівнем моря.

## Населення
| Рік:            | 1993 | 2003    | 2013     | 2023     |
| --------------- | ---- | ------- | -------- | -------- |
| Кількість осіб: | 354  | 346     | 308      | 271      |
| Різниця:        |      | -2,25 % | -10,98 % | -12,01 % |

| Рік:            | 2022 | 2023    |
| --------------- | ---- | ------- |
| Кількість осіб: | 277  | 271     |
| Різниця:        |      | -2,16 % |

Населення — 341 особа (2008). 72 % населення складають угорці та 28 % — словаки.